# Radio Kolor
Радио Колор — варшавская радиостанция с частотой вещания 103 МГц.
Основана в 1993 году. В ротации музыка 1980-х, 1990-х и 2000-х годов. После смены формата в 2007 году радиостанция стала единственной в Польше, вещающей афроамериканскую музыку. С февраля 2010 года после осуществления самого масштабного в истории радио Колор маркетингового исследования формат вещания снова стал предполагать вещание поп- и рок- музыки последних 30 лет.
Целевой аудиторией станции являются женщины: с 2003 года для обозначения позиционирования радио использовалась фраза «Женская частота» (пол. Kobieca częstotliwość), а в 2007 году слоган был изменён на фразу «Единственный для уверенных женщин» (пол. Jedyny dla pewnych kobiet).
чтобы подчеркнуть, что программа радио Колор направлена прежде всего на женскую аудиторию.